# Рязанская энциклопедия
Рязанская энциклопедия — научно-популярная энциклопедия, универсальный историко-энциклопедический справочник, посвящённый непосредственно Рязанской области.
Содержит словарные статьи по широкому кругу вопросов истории, экономики, культуры и других сфер жизни Рязанского края с древнейших времен до середины 1990-х годов. В основу положены архивные документы, материалы научной и специальной литературы.
Главным редактором «Рязанской энциклопедии» выступил Владимир Николаевич Федоткин. Всего более 250 авторов — учёных, краеведов, специалистов многих отраслей науки и народного хозяйства.

## Библиографическое описание
- Рязанская энциклопедия : справ. материал / Товарищество «Рязанская энциклопедия»; [отв. ред. В. Н. Федоткин]. — Рязань : Рязанская энциклопедия, 1992—1997. — Подзаг. т. 5: (справ. материалы); т. 6, 7, 11-14, 16, 18: справ. материалы; в т. 8, 9 подзаг. нет. — В надзаг. также: Ряз. отд-ние Рос. междунар. Фонда культуры (т. 1-10), Ком. по делам молодежи, физкультуры и спорта Адм. Ряз. обл. — На тит. л. т. 2, 4-7, 9-16: К 900-летию г. Рязани. — Т. 17 не был изд.
- Т. 1. — 1992. — [1], 164 с. — 2000 экз.
- Т. 2 : [Природа. Нар. хоз-во]. — 1992. — 193 с.
- Т. 3 : [Здравоохранение и мед. науки] / [ред. А. Ф. Белов]. — 1992.
  - Ч. 1. — 135 с.
  - Ч. 2. — С. 136—244. — Указ. имен: с. 235—240. — 1500 экз.
- Т. 4 : [Литературная Рязань : биобиблиогр. слов. / И. Н. Гаврилов]. — 1992. — 141 с. — 1500 экз.
- Т. 5 : Народное образование. — 1993. — 146, [2] с. — 1500 экз.
- Т. 6 : Археология. История (с древнейших времен по XVI в. включ.) / [ред.: Б. В. Горбунов и др.]. — 1992. — 157 с. — 1500 экз.
- Т. 7 : История (XVI—XVII вв.) / [ред.: Б. В. Горбунов и др.]. — 1992. — 171 с. — 1500 экз.
- Т. 8 : Рязанские акты и грамоты XIII—XVI вв. / А. И. Цепков. — 1992. — 147 с. : карты. — 1500 экз.
- Т. 9 : Рязанские акты и грамоты XIII—XVI вв. / А. И. Цепков. — 1992. — 171 с. — 1500 экз.
- Т. 10 : Физическая культура и спорт / [ред.-сост. И. И. Бурачевский]. — 1993. — 129 с. — 1700 экз.
- Т. 11 : Военная история / [ред. Б. В. Горбунов]. — Пресса, 1993. — 181 с. — 1500 экз.
- Т. 12 : Военная история, 1917—1993 гг. / [ред. Б. В. Горбунов]. — 1994. — 233, [4] с. — На тит. л.: К 50-летию Победы советского народа над фашистской Германией в Великой Отечественной войне 1941—1945 гг.
- Т. 13 : Военная история / [ред.-сост. Б. В. Горбунов]. — 1994. — 221 с. — На тит. л.: К 50-летию Победы советского народа над фашистской Германией в Великой Отечественной войне 1941—1945 гг. — 1500 экз.
- Т. 14 : Театр / [ред.-сост. Н. О. Снегирева]. — 1994. — 161 с. — 1500 экз.
- Т. 15 : Описание населенных пунктов Ермишинского, Кадомского, Пителинского районов, востока Касимовского и части Путятинского районов Рязанской области (114 пунктов) / [ред. Н. М. Органова и др.]. — 1994. — 169 с. — 1500 экз.
- Т. 16 : История XVIII—XIX вв. / [ред. Е. Г. Тарабрин]. — 1994. — 215 с. — 1500 экз.
- Т. 18 : Литераторы, литературоведы / [ред. Д. В. Бочаров]. — 1997. — 124 с. — На об. тит. л.: т. 17. — 1500 экз.

- - Рязанская энциклопедия [Электронный ресурс] / [гл. ред. В. Н. Федоткин]. — [Рязань] : Александрия, 2002.
    - Т. 3, (диск 1). — 1 электрон. опт. диск (CD-ROM).
    - Т. 3, (диск 2). — 1 электрон. опт. диск (CD-ROM).

  - Сборник справочных сведений по краеведению для учителей : (доп. материалы к «Ряз. энцикл.») / Ряз. обл. ин-т развития образования; под ред. Б. В. Горбунова. — Рязань : Старт, 2006. — 400 с. : ил. — 150 экз. — (Материалы и исследования по рязанскому краеведению; т. 7). "Настоящее издание представляет сборник справочных сведений, содержащий 1423 словарные статьи по различным разделам рязанского краеведения. Сборник в существенной степени дополняет «Рязанскую энциклопедию» (из издательской аннотации).
  - Рязанская энциклопедия. Том дополнительных материалов / [А. Я. Агеев и др.]. — Рязань : Узорочье, 2014. — 643 с. : ил., карты, портр. — (Материалы и исследования по рязанскому краеведению / Ряз. обл. ин-т развития образования; редкол.: Б. В. Горбунов (отв. ред.) [и др.]; т. 36)

## Рецензии
- Еськова И. Б. // Русская словесность. 1996. № 5. С. 23.
- Никитин А. О. Несвоевременные мысли. 1 : «Рязанская энциклопедия» как зеркало рязанского краеведения // Рязанская старина. 2002. № 1. С. 6-10.